# Соловцово (Пензенская область)
Соловцово — село в Иссинском районе Пензенской области, административный центр муниципального образования «Соловцовский сельсовет».

## География
Расположено в 22 км на юго-восток от райцентра посёлка Исса.

## История
Основано в конце XVII в. как д. Озёра, Соловцовка тож, подполковником Иваном Соловцовым. С 1780 г. в составе Инсарского уезда Пензенской губернии. В 1782 г. село Рождественское, Соловцовка тож, Анны Ивановны …ковой (неразб.), Екатерины Львовны Давыдовой, княгини Варвары Петровны Голицыной, 147 дворов, всей дачи – 2549 десятин, в том числе усадебной земли – 90, пашни – 1653, сенных покосов – 758; Церковь Рождества Пресвятой Богородицы, деревянная. Село располагалось «по обе стороны оврага Ржавца, на коем пруд». «Земля – чернозем с песком, урожай хлеба и травы средствен». Крестьяне на оброке. В 1785 г. – село княгини Варвары Петровны Голицыной (364 ревизских души, включая крестьян с. Бутурлино), Александра Николаевича Давыдова (102) и Василия Дмитриевича Лобкова (417 душ). Перед отменой крепостного права с. Соловцовка и с. Рождествено, д. Маровка и д. Алексеевка – мокшанское имение малолетних дворян Потемкиных, 1034 ревизские души крестьян, 25 ревизских душ дворовых людей, 466 тягол (барщина), у крестьян 249 десятин усадебной земли (с огородами и конопляниками), 2538 дес. пашни, у владельцев имения 3468 дес. удобной земли, в том числе леса и кустарника 327 дес. В 1877 г. – волостной центр Мокшанского уезда, 194 двора, деревянная церковь (построена в 1874 г.), земская школа, 2 лавки, 2 красильни, торг 8 сентября. В 1910 г. – волостной центр Мокшанского уезда, одна община, 250 дворов, церковь, земская школа, 10 ветряных мельниц, шерсточесалка, 2 валяльных заведения, овчинное заведение, синильня, 2 кузницы, 2 постоялых двора, 13 лавок. 
С 1928 года село являлось центром Соловцовского сельсовета Иссинского района Пензенского округа Средне-Волжской области (с 1939 года — в составе Пензенской области). В 1939 г. – центральная усадьба колхоза имени III Интернационала, 186 дворов. В 1955 г. – центр сельсовета, центральная усадьба колхоза имени Хрущева. В 1980-е гг. – центральная усадьба колхоза «Советская Россия». В 1992 году колхоз реорганизован в АО «Россия», а в 2001 году реорганизован в ООО «Русь».

## Население
| 1782 | 1864  | 1877  | 1897  | 1910  | 1926  | 1940 |
| ---- | ----- | ----- | ----- | ----- | ----- | ---- |
| 882  | ↗1042 | ↗1132 | ↗1179 | ↗1518 | ↘1218 | ↘678 |
| 1959 | 1979  | 1989  | 1996  | 2002  | 2010  |      |
| ↘609 | ↘506  | ↗556  | ↘517  | ↘449  | ↘423  |      |

## Инфраструктура
В селе есть средняя школа (открыта в 1976 году), сельский дом культуры и сельская библиотека, отделение почтовой связи.